# Marek Mozgawa
Marek Mozgawa (ur. 29 grudnia 1956 w Warszawie) – polski prawnik, profesor nauk prawnych, nauczyciel akademicki na Uniwersytecie Marii Curie-Skłodowskiej w Lublinie, przewodniczący Rady Naukowej Instytutu Wymiaru Sprawiedliwości. Specjalizuje się w prawie karnym materialnym i prawie karnym wykonawczym oraz prawie przestępstw handlowych.

## Życiorys
Studia na Wydziale Prawa i Administracji UMCS w Lublinie ukończył w 1979. Stopień naukowy doktora uzyskał w 1986 (praca doktorska otrzymała I nagrodę w konkursie Państwa i Prawa). Habilitował się w 1995 na podstawie pracy pt. Odpowiedzialność karna za bezprawne pozbawienie wolności (art. 165 k.k.), za którą został nagrodzony przez Ministra Edukacji Narodowej. Stanowisko profesora nadzwyczajnego w UMCS objął w 1998, zaś profesora zwyczajnego w 2003. W trakcie kariery naukowej odbywał staże zagraniczne m.in. w Camerino (Włochy), Kolonia (Niemcy). W swojej działalności naukowej zajmuje się także szkoleniem aplikantów prawniczych – adwokackich, radcowskich, sędziowskich, prokuratorskich i rzeczników patentowych.
Członek Lubelskiego Towarzystwa Naukowego oraz Towarzystwa Naukowego Prawa Karnego.

## Wybrane publikacje
Autor ponad 80 prac naukowych, m.in.:
- Odpowiedzialność karna za przestępstwo naruszenia nietykalności cielesnej, Lublin, 1991
- Odpowiedzialność karna za bezprawne pozbawienie wolności, Lublin, 1994
- Prawnokarna ochrona zwierząt, Lublin, 2001
- Przestępstwa przeciwko czci i nietykalności cielesnej, wyd. Wolters Kluwer, 2013
- Kodeks karny. Praktyczny komentarz, wyd. Wolters Kluwer – redaktor
- Kodeks wykroczeń. Komentarz, wyd. Wolters Kluwer – redaktor
- Przestępstwo zgwałcenia, wyd. Wolters Kluwer, 2012
- Ustawa o zwalczaniu nieuczciwej konkurencji. Komentarz pod red. J. Szwai, wyd. C.H. Beck – współautor